# 約翰·阿爾布雷希特一世
約翰·阿爾布雷希特一世（德語：Johann Albrecht I.，1525年12月23日—1576年2月12日），梅克倫堡公爵，1552年至1576年在位。
1552年約翰·阿爾布雷希特的伯父海因里希五世去世，他與堂兄菲利普繼位為梅克倫堡公爵。由於菲利普患有精神疾病，約翰·阿爾布雷希特是實際的統治者。

## 家庭
1555年，約翰·阿爾布雷希特與普魯士公爵阿爾布雷希特的女兒安娜·索菲結婚，兩人共有兩個兒子：
1. 約翰七世（1558年—1592年）
2. 西吉斯蒙德·奧古斯特（德语：Sigismund August (Mecklenburg)）（1560年—1600年）